# Agridi, Ahaia
Agridi este un oraș în Grecia în prefectura Ahaia.